# Evolución (álbum)
Evolución es el segundo álbum recopilatorio del grupo colombiano Aterciopelados, publicado en el 2002.
Este álbum contiene algunos de los mayores éxitos del grupo hasta ese momento, además de 2 canciones inéditas ("Mi vida brilla" y "Tanto amor") y 1 nueva versión de "Florecita rockera" titulada "Florecita 2003".
Incluye temas de cuatro de sus cinco álbumes de estudio lanzados hasta esa fecha, El Dorado (1995), La pipa de la paz (1996), Caribe Atómico (1998) y Gozo Poderoso (2000) además de la versión en español que hizo el grupo del tema "Play the Game" (Original de Queen) en el álbum tributo de 1997. Pese a ser uno de los buenos recopilatorios de la banda se dejó de lado los temas principales del primer álbum Con el Corazón en la Mano; sin embargo, logró vender más de 500 000 copias a nivel mundial.

## Carátula y nombre
El arte gráfico de la carátula es una tradicional Buseta del transporte público de Bogotá, con la placa PAZ777 y la tablilla de ruta con la leyenda Grandes Éxitos Aterciopelados. Se escogió el nombre Evolución para simbolizar el cambio y experiencia que adquirió el grupo desde sus inicios, en palabras de Andrea:

"Hemos cambiado mucho desde que empezamos, en muchos aspectos: hemos aprendido cada uno a ser mejor, a tocar mejor, o yo a utilizar la voz "(Andrea Echeverri)

La compilación y grabación de los nuevos temas se llevó a cabo en los entonces recién inaugurados estudios Entrecasa, entre estos vale destacar la realización digital del vídeo del nuevo tema "Mi vida brilla"  hecho por el diseñador Carlos Otálora con imágenes de Andrea, Hector y Milagros (primera hija de Andrea) con una propuesta al estilo Happy Design y My Melody.

## Lista de canciones
| Edición 2002 Colombia |                                                                   |                     |          |  |
| N.º                   | Título                                                            | Escritor(es)        | Duración |  |
| 1.                    | «Bolero falaz» (de El Dorado, 1995)                               | Buitrago, Echeverri | 3:48     |  |
| 2.                    | «Florecita rockera» (de El Dorado, 1995)                          | Buitrago            | 3:01     |  |
| 3.                    | «No necesito» (de La pipa de la paz, 1996)                        | Echeverri           | 3:44     |  |
| 4.                    | «La estaca» (de El Dorado, 1995)                                  | Echeverri           | 2:22     |  |
| 5.                    | «Baracunatana» (de La pipa de la paz, 1996)                       | Leonidas Plaza      | 2:31     |  |
| 6.                    | «La culpable» (de La pipa de la paz, 1996)                        | Buitrago, Echeverri | 3:21     |  |
| 7.                    | «El estuche» (de Caribe Atómico, 1998)                            | Echeverri           | 3:22     |  |
| 8.                    | «Juégale, apuéstale ("Play the Game")» (de Tributo a Queen, 1997) | Freddie Mercury     | 2:49     |  |
| 9.                    | «La pipa de la paz» (de La pipa de la paz, 1996)                  | Buitrago, Echeverri | 4:39     |  |
| 10.                   | «Caribe atómico» (de Caribe Atómico, 1998)                        | Buitrago            | 4:14     |  |
| 11.                   | «Maligno» (de Caribe Atómico, 1998)                               | Buitrago, Echeverri | 4:09     |  |
| 12.                   | «El álbum» (de Gozo Poderoso, 2000)                               | Echeverri           | 3:58     |  |
| 13.                   | «Luz azul» (de Gozo Poderoso, 2000)                               | Buitrago, Echeverri | 4:11     |  |
| 14.                   | «Rompecabezas» (de Gozo Poderoso, 2000)                           | Buitrago, Echeverri | 4:13     |  |
| 15.                   | «Mi vida brilla» (Original de Evolución, 2002)                    | Buitrago, Echeverri | 3:57     |  |
| 16.                   | «Tanto amor» (Original de Evolución, 2002)                        | Buitrago, Echeverri | 3:54     |  |
| 17.                   | «Florecita 2003» (Versión Nueva de Florecita rockera)             | Buitrago            | 4:37     |  |
| 62:47                 |                                                                   |                     |          |  |

## Gira Evolución
El nuevo trabajo discográfico los llevó a muchas presentaciones por Colombia en 2002, para 2003 serían cartel principal del Festival Electrolux, darían conciertos en Nueva York e Italia también alternaron con Gustavo Cerati en varias presentaciones por Latinoamérica.

## Videoclips
- «Mi Vida Brilla»